# گیل-گالاد
گیل-گالاد (انگلیسی: Gil-galad) شخصیتی تخیلی در رشته‌افسانه‌های سرزمین میانهٔ جی. آر. آر. تالکین است. او پادشاه عالی‌رتبهٔ نولدور، از قلمروهای اصلی الف‌ها، است. به او در ارباب حلقه‌ها که در آن هابیت سم گمجی قطعه‌ای از شعری دربارهٔ او را می‌خواند، و سیلماریلیون اشاره شده است. در طول آخرین اتحاد الف‌ها و انسان‌ها، گیل-گالاد و الندیل قلعهٔ باراد-دور متعلق به ارباب تاریکی سائورون را محاصره کردند و تن به تن با او برای حلقهٔ یگانه مبارزه کردند. گیل-گالاد و الندیل هر دو کشته شدند و پسر الندیل، ایسیلدور، حلقه را برای خود گرفت.
این شخصیت برای مدت زمان کوتاهی در افتتاحیهٔ سه‌گانهٔ سینمایی ارباب حلقه‌ها ظاهر شد و در مجموعهٔ تلویزیونی ارباب حلقه‌ها: حلقه‌های قدرت حضور داشت.

## توصیف
گیل-گالاد الفی از خاندان سلطنتی بلریاند بود؛ افزون بر آن، روایات متغیری از تولد او وجود دارد. طبق گزارش سیلماریلیون، او زمانی طی دوران نخست در خاندان فینوه به‌عنوان پسر فینگون به دنیا آمد و در کودکی، در جریان محاصره انگباند برای حفظ امنیت به همراه کیردانِ کشتی‌ساز به فالاس فرستاده شد. از سوی دیگر، طبق کلام نهایی تالکین در این مورد، او پسر اورودرت و از طرف پدر نوهٔ آنگرود، پسر فینارفین بود. کریستوفر تالکین این تغییرات را برای سیلماریلیون رد کرد، اما بعداً از تصمیم خود پشیمان شد..
گیل-گالاد پس از سقوط گاندولین و مرگ تورگون پادشاه قبلی، در تبعید پادشاه عالی‌رتبهٔ نولدور در بلریاند شد. پس از جنگ خشم و پایان دوران نخست، گیل-گالاد قلمرویی را در منطقهٔ ساحلی لیندون در امتداد سواحل بلگائر (دریای بزرگ) پایه‌گذاری کرد. قلمرو او در اوج خود به سمت شرق تا کوه‌های مه‌آلود گسترش یافت. تار-آلداریون پادشاه نومه‌نور به گیل-گالاد تعدادی دانه از درخت مالینورنه هدیه داد؛ او به نوبه خود مقداری از دانه را به گالادریل داد تا آن‌ها را در سرزمین محافظت‌شده لوتلورین پرورش دهد. گیل-گالاد ازدواج نکرد و فرزندی نداشت. او نخستین شخص از الدارها بود که به غریبه‌ای که خود را آناتار می‌نامید بی‌اعتماد شد و او را از ورود به لیندون منع کرد. بی‌اعتمادی او کاملاً به‌جا بود، زیرا آناتار در واقع همان سائورون بود. در حدود سال ۱۶۰۰ دوران دوم، سائورون مخفیانه حلقه یگانه را ساخت. کلبریمبور، سازندهٔ سه حلقه، وقتی از قصد سائورون برای گرفتن حلقه‌ها متوجه شد، دو تا از آن‌ها به‌نام‌های ناریا و ویلیا را برای حفاظت به گیل-گالاد داد. گیل-گالاد ناریا را به کیردانِ کشتی‌ساز داد؛ کیردان گفت که قصد او فقط مخفی نگه داشتن حلقه است و هرگز از آن استفاده نکرد. گیل-گالاد تصمیم گرفت حلقهٔ ویلیا و کنترل اریادور را به الروند بدهد. جنگ بین الف‌ها و سائورون درگرفت. گیل-گالاد از نومه‌نوری‌ها کمک خواست و پادشاه آن‌ها تار-میناستیر نیروی بزرگی را به سوی الف‌ها رساند که باعث شد گیل-گالاد ارتش سائورون را شکست دهد.
پس از سقوط نومه‌نور، صلح در سرزمین میانه برقرار شد. در پایان عصر دوم، سائورون با ارتش تازه‌تشکیل‌شده دوباره ظاهر شد و علیه پادشاهی گاندور در نزدیکی خانه قدیمی خود موردور جنگید. گیل-گالاد آخرین اتحاد الف‌ها و انسان‌ها را به همراه پادشاه عالی‌رتبهٔ انسان‌ها الندیل تشکیل داد. ارتش الف‌ها و انسان‌ها وارد موردور شدند و قلعه سائورون باراد-دور را محاصره کردند. سرانجام در پایان محاصره، سائورون بیرون آمد و تن‌به‌تن با گیل-الاد و الندیل در دامنه کوه نابودی جنگید. سائورون حلقهٔ یگانه را از دست داد اما هر دوی آن‌ها را کشت. یادداشت به جای مانده از ایسیلدور در میناس تیریث حاکی از آن است که خود سائورون بدون هیچ وسیله‌ای گیل-گالاد را با حرارت دستانش کشت. هنگام یادآوری در شورای الروند در ریوندل پیش از اینکه یاران حلقه عازم جنوب شوند، الروند گفت که فقط او و کیردان در آن مبارزه پشت گیل-گالاد ایستاده بودند.

### اولیه
1. ↑  (Tolkien 1977) Chapter 18, "Of the Ruin of Beleriand and the Fall of Fingolfin"
2. ↑  (Tolkien 1996) "The Shibboleth of Fëanor", "The parentage of Gil-galad"
3. ↑  (Tolkien 1977) Chapter 23, "Of Tuor and the Fall of Gondolin"
4. 1 2  (Tolkien 1977) "Of the Rings of Power and the Third Age"
5. ↑  (Tolkien 1980), Part II, Chapter 1 "A Description of Númenor"
6. 1 2  (Tolkien 1980) "The History of Galadriel and Celeborn"
7. ↑  (Tolkien 1955) Appendix B, "The Second Age"
8. ↑  (Tolkien 1954a) Book II, Chapter 2: "The Council of Elrond"

### ثانویه
1. ↑  Tolkien, J. R. R. (1977), Christopher Tolkien (ed.), The Silmarillion, Boston: Houghton Mifflin, ISBN 978-0-395-25730-2
2. ↑  Fisher, Jason (2008). "Three Rings for—Whom Exactly? And Why?: Justifying the Disposition of the Three Elven Rings". Tolkien Studies. 5 (1): 99–108. doi:10.1353/tks.0.0015. S2CID 171012566.